# Große Zelkoven am Nerima-Hakusan-Schrein

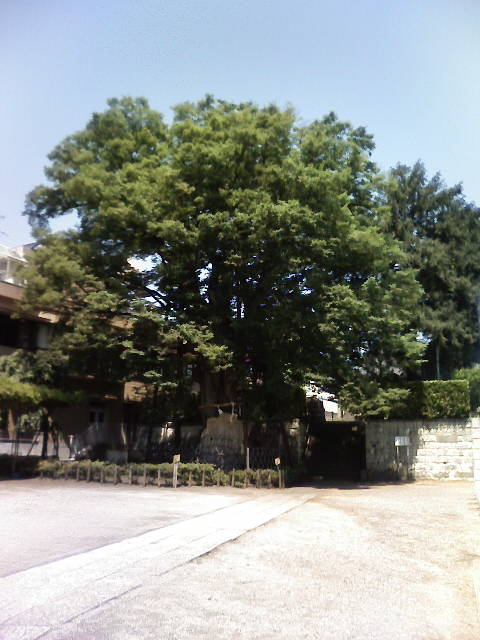

Die Großen Zelkoven am Nerima-Hakusan-Schrein (japanisch 練馬白山神社の大ケヤキ) sind zwei Japanische Zelkoven im Bezirk des Hakusan-Schreins in Nerima in der Präfektur Tokio.
Die beiden Zelkoven befinden sich jeweils über- bzw. unterhalb einer Steinmauer. Die erste Zelkove oberhalb der Steinmauer war ursprünglich 14 m hoch, hatte einen Stammumfang von 10 m und wird auf ein Alter von etwa 900 Jahren geschätzt. Minamoto no Yoshiie (jap. 源義家), ein Samurai der Minamoto, soll im Jahr 1083, als er zum Gosannen-Krieg (jap. 後三年合戦) nach Ōshu aufbrach, hier für einen Sieg in der Schlacht gebetet haben. Nachdem der Stamm bei einem Taifun zerbrach, musste 2016 ein Teil entfernt werden, sodass ihr Stammumfang nun noch 7,2 m umfasst. Die unterhalb stehende Zelkove ist 19 m hoch und hat einen Stammumfang von 8 m. Sie ist damit die größte Zelkove in der Präfektur. Durch Blitzeinschlag und Aushöhlung ist sie in einem geschwächten Zustand.
Die obere Zelkove wurde am 12. Juli 1940 und die untere am 29. März 1996 als nationales Naturdenkmal ausgewiesen nach Naturdenkmal-Kriterium 2.1 („Alte Bäume von historischem Interesse, riesige Bäume, alte Bäume, deformierte Bäume, kultiviertes Industrieholz, Bäume an Straßen, Schrein-Wälder“).